# ADX-47273
ADX-47273 je lek koji se koristi u naučnim istraživanjima. On deluje kao pozitivni alosterni modulator koji je selektivan za metabotropni glutamatni receptor 5. On ima nootropiske i antipsihotične efekte u životinjskim studijama, i korišten je kao vodeće jedinjenje za razvoj derivata sa poboljšanim svojstvima.